# Chrysiogenes arsenatis
Chrysiogenes arsenatis és una espècie d'eubacteri a la qual s'ha assignat el seu propi fílum, Chrysiogenetes. Té un estil de vida i una bioquímica únics. En lloc de respirar amb oxigen respira amb la forma més oxidada de l'arsènic: l'arsenat. Utilitza acetat com a donador d'electrons. L'arsènic és tòxic per gairebé totes les altres formes de vida. Els bacteris com Chrysiogenes arsenatis es troben en medis anòxics contaminats amb arsènic.